# برايان ويلوبي
برايان ويلوبي (بالإنجليزية: Brian Willoughby)‏ هو عازف قيثارة بريطاني، ولد في 20 سبتمبر 1949.

## وصلات خارجية
- برايان ويلوبي على موقع ميوزك برينز (الإنجليزية)
- برايان ويلوبي على موقع أول ميوزيك (الإنجليزية)
- برايان ويلوبي على موقع ديسكوغز (الإنجليزية)